# Copa Intercontinental FIBA 1996
La Copa Intercontinental de 1996 fue la vigésimo primera edición del máximo torneo internacional a nivel de clubes de baloncesto.
De la misma participaron dos equipos, uno representando el continente europeo, ganador de la Euroliga y otro en representación del continente americano ganador de la Liga Sudamericana de Clubes. En esta edición fueron el club Panathinaikos BC y Olimpia Basketball Club. El torneo se llevó a cabo con la modalidad de mejor de tres, siendo el primer partido en Rosario y los dos siguientes en Atenas.
Olimpia logró vencer en Argentina, pero Panathinaikos derrotó al club americano en los dos juegos restantes coronándose así campeón.

## Sede
| Rosario                                    | Atenas                                    |
| ------------------------------------------ | ----------------------------------------- |
| Estadio Cubierto Claudio Newell            | Olympic Indoor Hall                       |
| 38°1′4″S 57°34′28″O / -38.01778, -57.57444 | 38°2′16″N 23°47′05″E / 38.03778, 23.78472 |
| Capacidad: 11 400                          | Capacidad: 19 250                         |
|                                            |                                           |

## Participantes
| Panathinaikos Campeón de la Euroliga 1995-96 | Olimpia Campeón de la Liga Sudamericana de Clubes 1996 |

## Formato
El torneo consta de un playoff al mejor de 3 partidos, donde se proclama campeón el equipo que gane primero dos encuentros.

## Estadísticas

### Primer juego
| 4 de septiembre | Olimpia                                | 89–83       | Panathinaikos                | Rosario |  |  |
|                 | Marcador por tiempos: 44 - 38, 45 - 45 |             |                              | |  |  |
|                 | Estadísticas Racca 25                  | Reporte Pts | Estadísticas 23 John Amaechi | Pabellón: Estadio Cubierto Claudio Newell Asistencia: 7 000 espectadores Árbitros: Juan Figueroa José la Paix |  |  |
| serie 1 - 0     |                                        |             |                              | |  |  |
|                 |                                        |             |                              | |  |  |

| 5          | Michael Lamont Wilson | 8             |
| 6          | Alejandro Montecchia  | 6             |
| 13         | Jorge Racca           | 25            |
| 15         | Todd Jadlow           | 21            |
| 12         | Sebastián Uranga      | 7             |
| Suplentes  |                       |               |
|            | Jorge Zulberti        | 6             |
| 8          | Lucas Victoriano      | 12            |
|            | Andrés Nocioni        | 2             |
| 11         | Alejandro Burgos      | -             |
| 10         | Leonardo Gutiérrez    | 2             |
| Entrenador | Entrenador            | Horacio Seguí |

| Panathinaikos | Panathinaikos             | Panathinaikos     |
| Jugador       | Jugador                   | Pts               |
| ------------- | ------------------------- | ----------------- |
| 9             | Byron Dinkins             | 7                 |
| 13            | Ferrán Martínez Garriga   | 8                 |
| 4             | Fragiskos Alvertis        | 21                |
| 6             | Michael Koch              | 0                 |
| 15            | John Amaechi              | 23                |
| Suplentes     |                           |                   |
| 5             | Ioannis Georgikopoulos    | 0                 |
| 8             | Nikos Ekonomou            | 8                 |
| 11            | Hugo Sconochini           | 16                |
| 14            | Leonidas Skoutaris        | -                 |
|               | Marcelo Nicola            | -                 |
| 10            | John Korfas               | -                 |
|               | Vangelis Vourtzoumis      | -                 |
|               | Saša Marković-Theodorakis | -                 |
| Entrenador    | Entrenador                | Božidar Maljković |

### Segundo juego
| 10 de septiembre | Panathinaikos                                | 83–78                | Olimpia                                           | Atenas                                                                                             |  |  |
|                  | Marcador por tiempos: 37-34, 46-44           |                      |                                                   | |  |  |
|                  | Estadísticas Alvertis 30 Amaechi 9 Dinkins 5 | Reporte Pts Reb Asts | Estadísticas 23 Victoriano 10 Wilson 5 Victoriano | Pabellón: Olympic Indoor Hall Asistencia: 20 000 espectadores Árbitros: Wieslaw Zych Radomir Radic |  |  |
| serie 1 - 1      |                                              |                      |                                                   | |  |  |
|                  |                                              |                      |                                                   | |  |  |

| Panathinaikos | Panathinaikos             | Panathinaikos     |
| Jugador       | Jugador                   | Pts               |
| ------------- | ------------------------- | ----------------- |
| 9             | Byron Dinkins             | 7                 |
| 13            | Ferrán Martínez Garriga   | 0                 |
| 4             | Fragiskos Alvertis        | 30                |
| 6             | Michael Koch              | 8                 |
| 15            | John Amaechi              | 19                |
| Suplentes     |                           |                   |
| 5             | Ioannis Georgikopoulos    | -                 |
| 8             | Nikos Ekonomou            | 16                |
| 11            | Hugo Sconochini           | 3                 |
| 14            | Leonidas Skoutaris        | -                 |
|               | Marcelo Nicola            | -                 |
| 10            | John Korfas               | -                 |
|               | Vangelis Vourtzoumis      | -                 |
|               | Saša Marković-Theodorakis | -                 |
| Entrenador    | Entrenador                | Božidar Maljković |

| 5          | Michael Lamont Wilson | 15            |
| 6          | Alejandro Montecchia  | 5             |
| 13         | Jorge Racca           | 11            |
| 15         | Todd Jadlow           | 9             |
| 12         | Sebastián Uranga      | 4             |
| Suplentes  |                       |               |
|            | Jorge Zulberti        | 0             |
| 8          | Lucas Victoriano      | 23            |
|            | Andrés Nocioni        | 6             |
| 11         | Alejandro Burgos      | -             |
| 10         | Leonardo Gutiérrez    | 5             |
| Entrenador | Entrenador            | Horacio Seguí |

### Tercer juego
| 12 de septiembre | Panathinaikos                                | 101–76               | Olimpia                                                           | Atenas                                                                                             |  |  |
|                  | Marcador por tiempos: 47-40, 54-36           |                      |                                                                   | |  |  |
|                  | Estadísticas Dinkins 24 Amaechi 10 Dinkins 6 | Reporte Pts Reb Asts | Estadísticas 28 Jorge Racca 7 Sebastián Uranga 3 Lucas Victoriano | Pabellón: Olympic Indoor Hall Asistencia: 20 000 espectadores Árbitros: Wieslaw Zych Radomir Radic |  |  |
| serie 2 - 1      |                                              |                      |                                                                   | |  |  |
|                  |                                              |                      |                                                                   | |  |  |

| Panathinaikos | Panathinaikos             | Panathinaikos     |
| Jugador       | Jugador                   | Pts               |
| ------------- | ------------------------- | ----------------- |
| 9             | Byron Dinkins             | 24                |
| 13            | Ferrán Martínez Garriga   | 13                |
| 4             | Fragiskos Alvertis        | 8                 |
| 6             | Michael Koch              | 9                 |
| 15            | John Amaechi              | 18                |
| Suplentes     |                           |                   |
| 5             | Ioannis Georgikopoulos    | 5                 |
| 8             | Nikos Ekonomou            | 9                 |
| 11            | Hugo Sconochini           | 12                |
| 14            | Leonidas Skoutaris        | 3                 |
|               | Marcelo Nicola            | -                 |
| 10            | John Korfas               | -                 |
|               | Vangelis Vourtzoumis      | -                 |
|               | Saša Marković-Theodorakis | -                 |
| Entrenador    | Entrenador                | Božidar Maljković |

| 5          | Michael Lamont Wilson | 6             |
| 6          | Alejandro Montecchia  | 1             |
| 13         | Jorge Racca           | 28            |
| 15         | Todd Jadlow           | 20            |
| 12         | Sebastián Uranga      | 2             |
| Suplentes  |                       |               |
|            | Jorge Zulberti        | 5             |
| 8          | Lucas Victoriano      | 14            |
|            | Andrés Nocioni        | 0             |
| 11         | Alejandro Burgos      | 0             |
| 10         | Leonardo Gutiérrez    | 0             |
| Entrenador | Entrenador            | Horacio Seguí |

Panathinaikos

Campeón

Primer título